# Клуб Микки Мауса (телепрограмма)
«Клуб Ми́кки Ма́уса» (англ. The Mickey Mouse Club) — долгоидущая американская телепрограмма, начавшаяся в 1955 году и выпускавшаяся Walt Disney Productions. Показывалась по каналам American Broadcasting Company. В составе представлений использовался постоянный, но меняющийся со временем состав выступавших подростков. The Mickey Mouse Club был создан Уолтом Диснеем. Программа множество раз меняла формат со времени первого показа. Последний сезон был показан в 1996 году.

## 1950-е
«Клуб Микки Мауса» — вторая работа Уолта Диснея в производстве телесериалов, первым был «Антология телесериалов Уолта Диснея». Дисней использовал оба шоу, чтобы помочь деньгами и рекламой строительству Диснейлэнда.

### Музыка
Открывающая тема «The Mickey Mouse March» («Марш Микки Мауса») была написана Джимми Доддом Она также повторялась в конце каждой серии с более медленной версией «it’s time to say goodbye». Укороченная версия марша использовалась в шоу и позже.

## 1970-еAll New Mickey Mouse Club
В 1970-х Walt Disney Productions восстановила концепцию шоу, но модернизировала его внешний вид, перезаписав основную музыкальную тему в стиле диско.

### Звуковая дорожка и главная песня
Слова «Mickey Mouse Club March» немного отличались от оригинальной версии. Были добавлены две строчки: «He’s our favorite Mouseketeer, we know you will agree» и «Take some fun and mix in love, our happy recipe».
Вместе с телепрограммой был выпущен и её альбом со звуковой дорожкой.

## 1990-е (MMC)
В 1989 году Disney Channel восстановил шоу в новом формате, похожем на такие популярные шоу своего времени, как «You Can't Do That on Television» или «Субботним вечером в прямом эфире».

### Формат
Официальным названием нового шоу стало «The All New Mickey Mouse Club», но чаще использовалась аббревиатура MMC.

### Актёры
Шестой и седьмой сезоны шоу стали отправной точкой для многих  американских популярных суперзвезд и актеров. Бритни Спирс, Кристина Агилера, Джастин Тимберлейк, JC Chasez и Райан Гослинг участвовали в шоу.